# Robert Bulwer-Lytton
Robert Bulwer-Lytton, I conte di Lytton (Londra, 8 novembre 1831 – Parigi, 24 novembre 1891), è stato un politico britannico.
Fu Viceré dell'India (dal 1876 al 1880) e ambasciatore della Gran Bretagna in Francia (dal 1887 al 1891). Fu anche poeta col nome d'arte di Owen Meredith.

## Biografia

### Le origini e la carriera diplomatica
Roberto Bulwer-Lytton era figlio dello scrittore e poeta Edward Bulwer-Lytton, I barone Lytton e di Rosina Doyle Wheeler. Egli venne educato alla Harrow School e successivamente frequentò l'Università di Bonn.
Nel 1849 entrò nel servizio diplomatico, all'età di 18 anni, e venne nominato attaché (segretario privato) di suo zio, Sir Henry Bulwer, il quale era ministro plenipotenziario a Washington, D.C.. Fu durante questo periodo che egli conobbe Henry Clay e Daniel Webster. Egli iniziò la propria carriera diplomatica da stipendiato nel 1852 come addetto a Firenze, poi a Parigi nel 1854 e all'Aia nel 1856. Nel 1858 venne trasferito all'ambasciata di San Pietroburgo, poi a Costantinopoli ed infine a Vienna. Nel 1860 venne nominato Console Generale a Belgrado.
Nel 1862 Lytton venne promosso Secondo Segretario a Vienna, ma il suo successo a Belgrado portò Lord Russell a nominarlo ben presto Segretario di Legazione a Copenaghen nel 1863. Durante questo periodo fu per ben due volte Chargé d'Affaires nel conflitto dello Schleswig-Holstein. Nel 1864 venne trasferito alla corte di Grecia come consigliere del giovane principe danese che aveva da poco occupato quel trono. Nel 1865 venne avanzato a Lisbona ove riuscì a concludere un proficuo trattato commerciale tra Regno Unito e Portogallo.
Dopo la nomina a Madrid divenne Segretario all'Ambasceria di Vienna e, nel 1872, venne destinato a Parigi con il medesimo ruolo. Dal 1874 venne nominato Ministro Plenipotenziario a Lisbona dove rimase sino alla sua nomina a Viceré d'India nel 1876.

### Viceré d'India

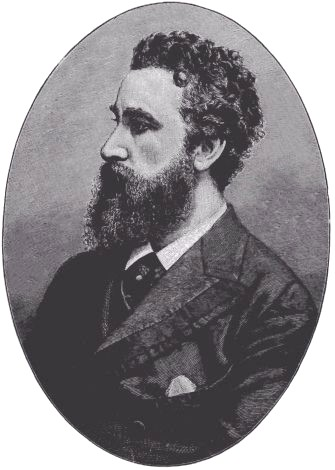
Edward Robert Bulwer-Lytton, I conte di Lytton

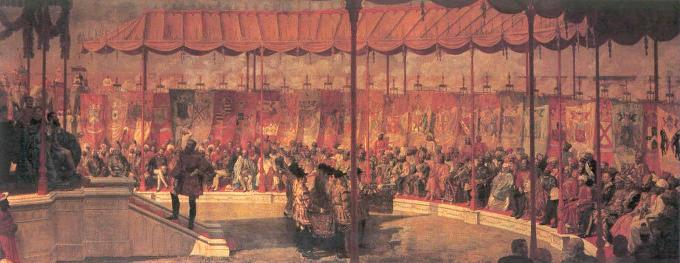
Il Delhi Durbar del 1877 che si tenne al Coronation Park di Delhi. Il Viceré d'India, Lord Robert Lytton, è raffigurato a sinistra in trono.

#### La carestia indiana
Lord Lytton giunse in India come viceré nel 1876. Nello stesso anno scoppiò nel paese una tremenda carestia che uccise dai 6 ai 10 milioni di persone.
Sebbene la maggior parte degli storici sia concorde nel ritenere questa grande carestia un fattore naturale dato dalla scarsa attitudine agricola del suolo, altri ritengono che essa sia stata causata di proposito dal malgoverno di Lytton e dalla sua inesperienza nella gestione del paese.
Nonostante questo nel 1877, Lord Lytton era riuscito ad organizzare il primo Delhi Durbar della storia, ovvero una cerimonia ufficiale con la quale la regina Vittoria ricevette ufficialmente la corona imperiale indiana. Nel 1878 egli fece delle riforme in campo di censura portando alla confisca molto materiale di stampa giudicato sedizioso dal governo britannico. Il risultato di quest'azione furono alcune rivolte scoppiate a Calcutta e guidate dagli indipendentisti indiani.

#### La seconda guerra anglo-afghana, 1878–1880
Nel settembre del 1878, Lytton inviò un emissario in Afghanistan al quale venne negato l'ingresso nel paese. Un mese dopo, nell'ottobre del 1878, Lytton ordinò l'invasione del paese straniero la quale ebbe l'effetto desiderato, ma fu una delle cause principali della caduta del governo conservatore inglese di Benjamin Disraeli a favore dei liberali di William Ewart Gladstone nel 1880. Lytton diede quindi le proprie dimissioni dalla carica di viceré nell'anno della caduta di Disraeli.

### Politica e ritorno alla carriera diplomatica
Come si è detto nel 1880 Bulwer-Lytton diede le proprie dimissioni da viceré d'India simultaneamente alle dimissioni del primo ministro inglese Benjamin Disraeli, ma ottenne il titolo di Conte di Lytton, nella Contea di Derby, e quello di Visconte Knebworth, di Knebworth nella Contea di Hertford. Il 10 gennaio 1881, Lytton rientrò in politica in madrepatria con un acceso discorso nella Camera dei Lord contro la politica che il nuovo primo ministro Gladstone stava conducendo in Afghanistan. Nella sessione estiva del 1881, egli si oppose anche al Second Irish Land Act. Al termine della sessione parlamentare, si concesse un viaggio per l'Inghilterra, visitando Oxford per la prima volta e facendo una gita sul Tamigi oltre a visitare gli stabilimenti idroterapici di Malvern nel Worcestershire dove era stato in gioventù col padre. Nel 1887, dopo un periodo di riposo, venne nominato ambasciatore a Parigi, dopo che il posto si era reso vacante a seguito delle dimissioni di George Burnett.
Morì a Parigi il 24 novembre 1891.

## La carriera come scrittore

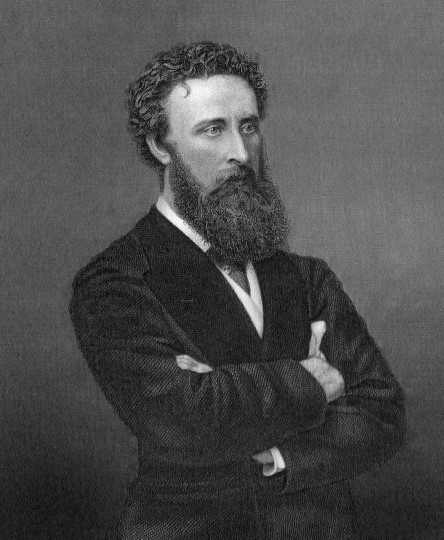
Lord Lytton in una litografia d'epoca

Quando aveva 25 anni, Lytton diede alle stampe a Londra un volume di poesie da lui scritte con il nome d'arte di Owen Meredith, nome che utilizzò poi per altre sue pubblicazioni di cui la più importante è indubbiamente "Lucile", una storia in versi pubblicata nel 1860. Tra le sue opere citiamo:
- Clytumnestra and other poems, 1855
- The Wanderers, 1859
- Lucile, 1860.
- The Ring of Ainasis, 1863
- Fables in Song, 1874
- Discorsi di Edward Lord Lytton con alcuni dei suoi scritti politici e la prefazione alla memoria del figlio, 1874
- The Life Letters and Literary Remains of Edward Bulwer, Lord Lytton, 1863
- Glenaveril, 1885
- After Paradise, or Legends of Exile, 1887

## Matrimonio e figli

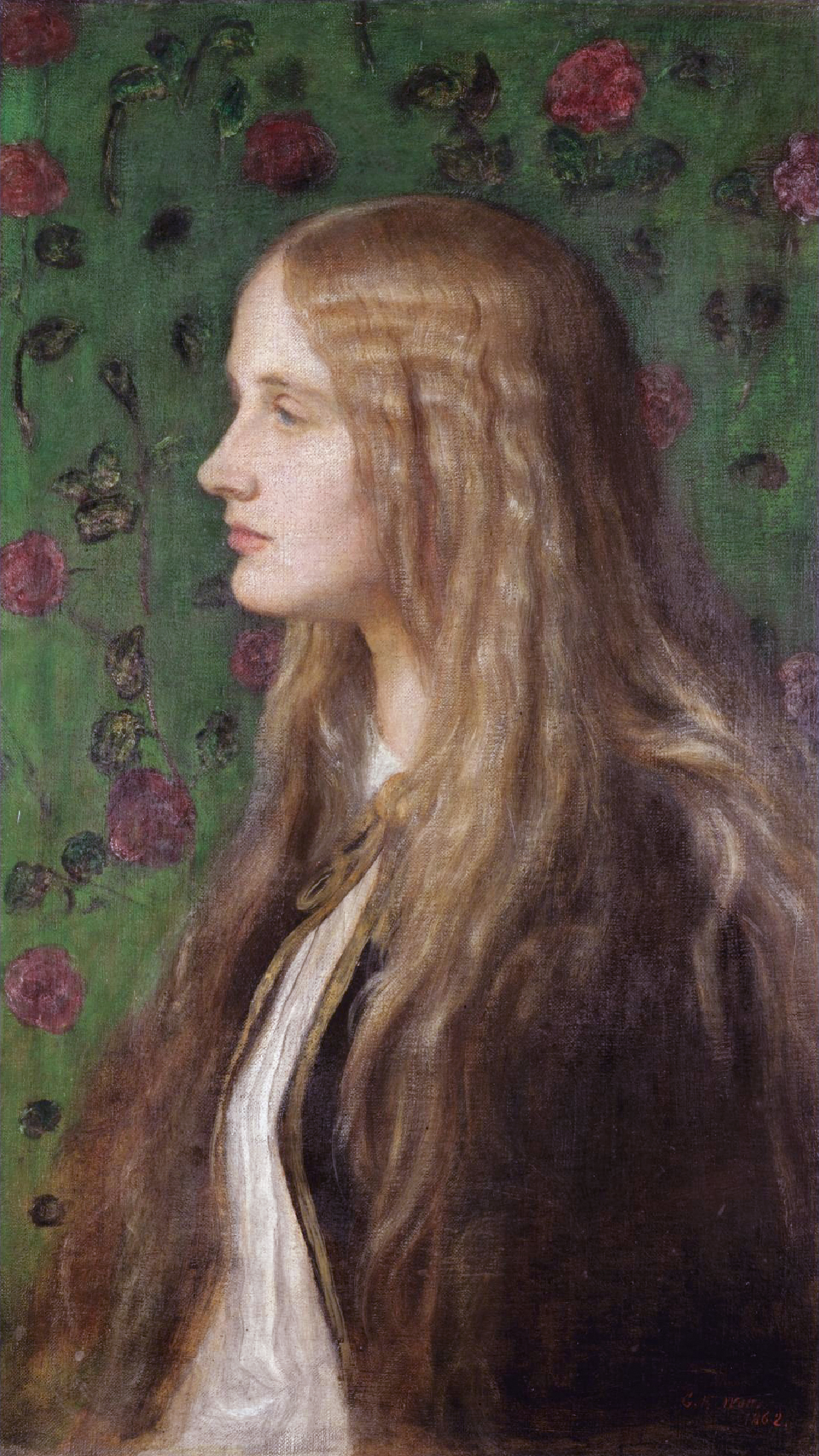
Edith Villiers, contessa Lytton

Il 4 ottobre 1864 Lytton sposò Edith Villiers, figlia di Edward Ernest Villiers (1806–1843) e di Elizabeth Charlotte Liddell. I nonni materni della moglie erano stati George Villiers e Theresa Parker, mentre quelli materni erano Thomas Liddell, I barone Ravensworth e Maria Susannah Simpson.
George Villiers era figlio a sua volta di Thomas Villiers, I conte di Clarendon e di Charlotte Capell. Theresa Parker era invece figlia di John Parker, I barone Boringdon e della sua seconda moglie, Theresa Robinson. Maria Susannah Simpson era figlia di John Simpson e di Anne Lyon.
Charlotte Capell era invece figlia di William Capell, III conte di Essex e di Lady Jane Hyde. Theresa Robinson era figlia di Thomas Robinson, I barone Grantham e di Frances Worsley. Anne Lyon era figlia di Thomas Lyon, VIII conte di Strathmore e Kinghorne e di Jean Nicholsen.
Lady Jane Hyde era figlia di Henry Hyde, IV conte di Clarendon e di Jane Leveson-Gower.
La coppia ebbe sette figli:
- Edward Rowland John Bulwer-Lytton (1865–1871)
- Lady Elizabeth Edith "Betty" Bulwer-Lytton (12 giugno 1867 – 28 marzo 1942). Sposò il generale Gerald Balfour, II conte di Balfour
- Lady Constance Georgina Bulwer-Lytton (1869–1923)
- Henry Meredith Edward Bulwer-Lytton (1872–1874)
- Lady Emily Bulwer-Lytton (1874–1964). Sposò Edwin Lutyens.
- Victor Bulwer-Lytton, II conte di Lytton (1876–1947)
- Neville Bulwer-Lytton, III conte di Lytton (6 febbraio 1879 – 9 febbraio 1951)